# La patata bollente
Pour plus de détails, voir Fiche technique et Distribution.
La patata bollente est un film italien réalisé par Steno, sorti en 1979.

## Synopsis
Bernardo, surnommé il Gandi, est un ouvrier, ancien boxeur, communiste et anti-fasciste. Une nuit, en rentrant chez lui, il découvre qu'un homme (Claudio) est sauvagement malmené par un groupe de fascistes. Cela est suffisant pour qu'il décide de défendre Claudio, désormais à bout de forces, qu'il amène chez lui pour le soigner. Quand il découvre que Claudio est homosexuel il cherche maladroitement à cacher son amitié pour Claudio à sa copine Marie et à ses collègues. Cela alimente les soupçons sur l'homosexualité de Bernardo  éloigné de la vie politique. Claudio comprend les problèmes qu'il a causé, malgré lui, à Bernardo et décide de feindre de détester il Gandi et ses camarades communistes ayant comme seul but celui de redonner à Bernardo la vie qu'il menait avant qu'ils se connaissent. Pendant leur mariage, Bernardo et Maria reçoivent une lettre de Claudio où il explique son geste. Le film se termine à Amsterdam où Bernardo et Maria, venus pour leur lune de miel, rencontrent Claudio, marié lui aussi... à un homme.

## Fiche technique
- Titre : La patata bollente
- Réalisation : Steno
- Scénario : Steno
- Photographie : Emilio Loffredo
- Montage : Raimondo Crociani
- Musique : Totò Savio
- Costumes : Silvio Laurenzi
- Producteur : Achille Manzotti
- Société de production : Irrigazione Cinematografica
- Pays d'origine : Italie
- Langue : italien
- Genre : Comédie
- Durée : 100 minutes
- Dates de sortie :
  -  Pologne : 16 novembre 1979

## Distribution
- Renato Pozzetto : Bernardo Mandelli, surnommé il Gandi
- Massimo Ranieri : Claudio
- Edwige Fenech : Maria
- Mario Scarpetta : Walter
- Clara Colosimo : Elvira
- Sergio Ciulli : Maravigli
- Adriana Russo : amie de Maria
- Loris Bazzocchi : ouvrier
- Umberto Raho : le docteur

## Autour du film
Le titre (qui littéralement signifie la patate chaude) est le symbole d'une situation difficile à gérer dont on se serait volontiers passé et que l'on transmet à quelqu'un d'autre… qui s'y brûle.